# Panzerschürze

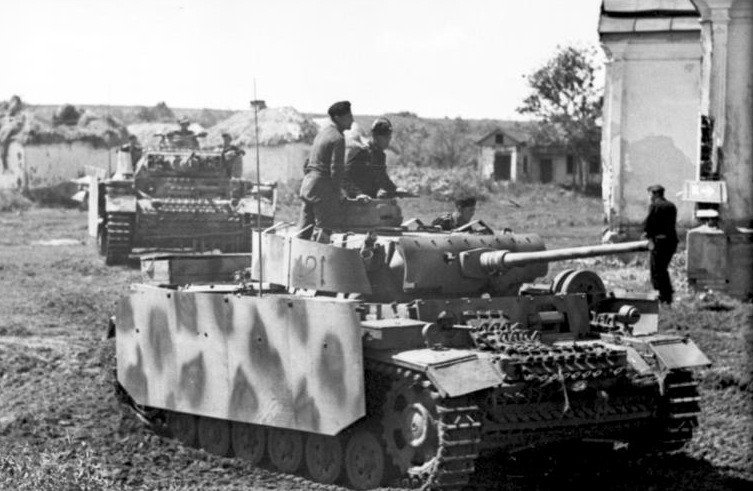
Panzer III mit seitlichen Schürzen

Eine Panzerschürze, auch Seitenschürze, ist eine Schottpanzerung, welche im Zweiten Weltkrieg als Schutz von Panzern gegen Angriffe auf deren Seitenpanzerung entwickelt wurde. Während des Krieges gegen die Sowjetunion versuchten deutsche Panzer, sich gegen mit Panzerbüchsen bewaffnete sowjetische Panzerjäger zu schützen und verstärkten die Seitenpanzerung der Panzer III und IV durch an Schienen angebrachte Panzerplatten.
- Bei dem Panzer III Ausf. M/N wurden seitlich an der Wanne und am Turm 5 mm starke Panzerplatten angebracht, die zumindest an der Wanne lose eingehängt wurden.
- Ebenfalls bei Sturmgeschützen auf Basis des Panzer III oder IV an der Wanne.
- Bei dem Panzer IV Ausf. G/H/J wurden ebenfalls seitlich an der Wanne und am Turm 5 mm starke Panzerplatten angebracht. Bei der Ausf. J wurde gegen Ende des Krieges auch Gittergeflecht angebracht, was eine ähnliche Wirkung erzielte, aber wesentlich weniger Material verbrauchte.
- Bei dem Panzer V Panther wurden auch an der Wanne Panzerplatten angebracht, die aber nur einen kleinen Bereich des Fahrwerkes abdeckten.

Gegen Ende des Zweiten Weltkrieges kam die leichte Käfigpanzerung auf, die allerdings nur gegen Hohlladungen schützte.
Heute sind auf den Panzerschürzen verschiedener Panzermodelle wie etwa beim T-80 oder beim Merkava Reaktivpanzerungen angebracht.